# تاريخ البرازيل العسكري
يتضمّن التاريخ العسكري للبرازيل قرونًا من الأعمال المسلحة على أراضي البرازيل الحديثة، يبرز فيه دور القوات المسلحة البرازيلية في النزاعات وحفظ السلام في جميع أنحاء العالم. لعدة مئات من السنين، كانت المنطقة موقعًا لحروب بين قبائل الشعوب الأصلية. أدّى وصول المستكشفين البرتغاليين في بداية القرن السادس عشر إلى صراعات مع السكان الأصليين؛ ومن الأمثلة البارزة على ذلك تمرد اتحاد تامويو. كانت الثورات المتفرقة للعبيد الأفارقة أحد الأحداث المميزة أيضًا في الفترة الاستعمارية، بالإضافة إلى التمرد الذي قاده زومبي دوس بالماريس. واجهت البرازيل صراعات مع دول أوروبية أيضًا - مثالان بارزان على الصراعات الأوروبية هما: قضية فرنسا أنتاركتيكا، والصراع مع هولندا في أوائل القرن السابع عشر للسيطرة على جزء كبير من الشمال الشرقي- على الرغم من احتفاظ البرتغال بممتلكاتها أثناء النزاعات مع الدول الأخرى، إلا أنها فقدت السيطرة على المستعمرة بعد حرب الاستقلال البرازيلية، ما أدى إلى تأسيس إمبراطورية البرازيل.
تميز تاريخ البرازيل بعد الاستقلال بحروب إقليمية مبكرة ضد الدول المجاورة، أثرت بشكل كبير على تشكيل الحدود السياسية الحالية. على سبيل المثال، أدت حرب السيزبلاتين، التي دارت على أراضي دولة الأوروغواي الحالية، إلى استقلال تلك الدولة. تأثرت البرازيل أيضًا في مهدها بالثورات الصغيرة -غير الناجحة - في المقاطعات الشمالية. أدى نزاع مسلح مع الباراغواي إلى إنشاء حدود البرازيل الحالية مع تلك الدولة بعد نصر حاسم. أدت النزاعات الداخلية بين الحكومة التنفيذية وسلطة مالكي الأراضي الأثرياء أخيرًا إلى إلغاء الإمبراطورية البرازيلية، وظهور الحكومة الجمهورية الحالية.
يشمل النشاط الحديث المشاركة في كل من الحربين العالميتين الأولى والثانية، إلى جانب الصراعات الداخلية بسبب الحكم العسكري، والمشاركة في العمليات العسكرية التابعة للتيار اليميني، مثل عملية كوندور. وتشمل التطورات الأخيرة المشاركة في جهود حفظ السلام بعد تمرد هايتي عام 2004.

## الاستعمار الأوروبي

### حركات تمرّد السكان الأصليين
اتحاد تامويو هو تحالف عسكري بين زعماء مجموعات السكان الأصليين لساحل البحر بدءًا من سانتوس حاليًا وحتى ريو دي جانيرو، تشكّل في عام 1554 واستمرّ حتى 1567.
كان السبب الرئيسي لهذا التحالف (غير المعتاد إلى حد ما) بين القبائل المنفصلة هو الرد على العبودية، والقتل الجماعي، والدمار، المُمارَس من قبل المستكشفين البرتغاليين الأوائل ومستعمرو البرازيل ضد شعب توبينامبا. تعني كلمة «تامويا» في لغة توبي الأكبر أو الجد. اُنتخَب كونهامبيبي رئيسًا للاتحاد من قبل نظرائه، وأعلن مع كل من الزعماء الآخرين: بيندوبوتشي، وكواكيرا، وأراري، وأيمبيري الحرب على البرتغاليين.

### تمرد العبيد
تمرد العبيد أكثر من مرّة قبل إلغاء ممارسة العبودية في عام 1888. كانت أشهر هذه التمرّدات بقيادة زومبي دوس بالماريس. أسّس الأخير دولة، وأطلق عليها اسم كيلومبو دوس بّالماريس، وهي جمهورية مكتفية ذاتيًا من شعب المارون الهاربين من المستوطنات البرتغالية في البرازيل، غطّت مساحة مقاربة لمساحة البرتغال، واقعة في مناطق بيرنامبوكو النائية. كان عدد سكان بالماريس أكثر من 30000 نسمة خلال فترة ازدهارها.
كان على محاربي بالماريس الدفاع ضد الهجمات المتكررة من قبل القوات الاستعمارية البرتغالية، وكانوا خبراء في الكابويرا، وهو شكل من فنون الدفاع عن النفس طوره العبيد الأفارقة في البرازيل في القرن السادس عشر.
ولد طفل أفريقي يُعرف باسم زومبي في بالماريس عام 1655، أسر البرتغاليون الطفل، وأعطوه إلى المبشر الأب أنطونيو ميلو عندما بلغ عمره ست سنوات تقريبًا. تعلم زومبي الأسرار المقدسة، واللغتين البرتغالية واللاتينية، وساعد في القداس اليومي. على الرغم من محاولات تحويله إلى «شخص متمدّن»، هرب زومبي عام 1670، وعاد إلى مسقط رأسه وهو في الخامسة عشرة من عمره. أصبح زومبي معروفًا بشجاعته، وقوّته البدنية، وبراعته في المعركة، وكان مخطِّطًا استراتيجيًا عسكريًا محترمًا، عندما كان في أوائل العشرينات من عمره.
بحلول عام 1678، تقرّب حاكم بيرنامبوكو بيدرو ألميدا، الذي سئم الصراع الطويل مع بالماريس، من زعيمها غانغا زومبا بغصن زيتون. عرض ألميدا الحرية لجميع العبيد الهاربين بشرط خضوع بالماريس للسلطة البرتغالية، وهو اقتراح فضله غانغا زومبا. بالنسبة لزومبي لم يكن البرتغاليون محط ثقة، علاوة على ذلك، رفض قبول الحرية لشعب بالماريس بينما سيبقى الأفارقة الآخرون مستعبدين. رفض عرض ألميدا وتحدّى قيادة غانغا زومبا. آخذًا على نفسه عهد متابعة مقاومة القمع البرتغالي، أصبح زومبي الزعيم الجديد لبالماريس.
بعد خمسة عشر عامًا من تولي زومبي قيادة بالماريس، شن القادة العسكريون البرتغاليون دومينغوس خورخي فيلهو، وفييرا دي ميلو هجومًا مدفعيًا على كويلومبو. في 6 فبراير 1694، أي بعد 67 عامًا من الصراع المستمر مع شعب المارون أو الزامبو في بالماريس، نجح البرتغاليون في تدمير سيركا دو ماكّو، المستوطنة المركزية للجمهورية. لم يكن محاربو بالماريس يضاهون المدفعية البرتغالية. سقطت الجمهورية وأصيب زومبي. على الرغم من أنه نجا وتمكن من التملص من البرتغاليين، فقد تعرض للخيانة، وألقي القبض عليه بعد عامين تقريبًا، ليُقطَع رأسه على الفور في 20 نوفمبر 1695. نقل البرتغاليون رأس زومبي إلى ريسيفي، حيث عُرِض في وسط براكا كدليل على أنّ زومبي ليس خالدًا، كما تدّعي الأسطورة الشعبية بين العبيد الأفارقة، وهدفت الحركة لتحذير الآخرين من عاقبة ما فعله زومبي. بقيت بقايا الكويلومبو القديمة في المنطقة لمدة مائة عام أخرى.